# Black Elk
Black Elk (Little Powder River, 1863 - Pine Ridge, 1950) fou un indi de la subdivisió dels Oglala lakota o sioux que el 1872 va tenir una visió considerada important per a tots els pobles sioux, ja que rebia poders espirituals dels seus avantpassats, i el 1876 participà en la batalla de Little Big Horn. El 1882 esdevé xaman de la tribu i el 1886-1889 viatjà per Europa. El 1904, després d'una greu malaltia, es va batejar com a Nicholas Black Elk i el 1931 va dictar les seves memòries a John Neihardt, Black Elk Speaks.